# Brain-sur-l'Authion
Brain-sur-l'Authion és un municipi francès situat al departament de Maine i Loira i a la regió de País del Loira. L'any 2007 tenia 3.401 habitants.

## Demografia

### Població
El 2007 la població de fet de Brain-sur-l'Authion era de 3.401 persones. Hi havia 1.146 famílies de les quals 150 eren unipersonals (60 homes vivint sols i 90 dones vivint soles), 393 parelles sense fills, 562 parelles amb fills i 41 famílies monoparentals amb fills.
La població ha evolucionat segons el següent gràfic:
Habitants censats

### Habitatges
El 2007 hi havia 1.189 habitatges, 1.154 eren l'habitatge principal de la família, 15 eren segones residències i 20 estaven desocupats. 1.167 eren cases i 13 eren apartaments. Dels 1.154 habitatges principals, 924 estaven ocupats pels seus propietaris, 203 estaven llogats i ocupats pels llogaters i 27 estaven cedits a títol gratuït; 4 tenien una cambra, 42 en tenien dues, 122 en tenien tres, 246 en tenien quatre i 739 en tenien cinc o més. 969 habitatges disposaven pel capbaix d'una plaça de pàrquing. A 395 habitatges hi havia un automòbil i a 715 n'hi havia dos o més.

### Piràmide de població
La piràmide de població per edats i sexe el 2009 era:
| Homes | Edats   | Dones |
| ----- | ------- | ----- |
| 0     | 95 o +  | 0     |
| 4     | 90 a 94 | 4     |
| 4     | 85 a 89 | 8     |
| 8     | 80 a 84 | 8     |
| 24    | 75 a 79 | 36    |
| 48    | 70 a 74 | 40    |
| 32    | 65 a 69 | 56    |
| 44    | 60 a 64 | 52    |
| 88    | 55 a 59 | 72    |
| 128   | 50 a 54 | 120   |
| 120   | 45 a 49 | 128   |
| 128   | 40 a 44 | 120   |
| 116   | 35 a 39 | 100   |
| 84    | 30 a 34 | 116   |
| 36    | 25 a 29 | 40    |
| 96    | 20 a 24 | 100   |
| 152   | 15 a 19 | 100   |
| 128   | 10 a 14 | 120   |
| 72    | 5 a 9   | 132   |
| 80    | 0 a 4   | 60    |

## Economia
El 2007 la població en edat de treballar era de 2.277 persones, 1.685 eren actives i 592 eren inactives. De les 1.685 persones actives 1.586 estaven ocupades (850 homes i 736 dones) i 99 estaven aturades (42 homes i 57 dones). De les 592 persones inactives 191 estaven jubilades, 303 estaven estudiant i 98 estaven classificades com a «altres inactius».

### Ingressos
El 2009 a Brain-sur-l'Authion hi havia 1.151 unitats fiscals que integraven 3.257,5 persones, la mediana anual d'ingressos fiscals per persona era de 19.340 €.

### Activitats econòmiques
Dels 99 establiments que hi havia el 2007, 1 era d'una empresa alimentària, 2 d'empreses de fabricació de material elèctric, 1 d'una empresa de fabricació d'elements pel transport, 7 d'empreses de fabricació d'altres productes industrials, 17 d'empreses de construcció, 25 d'empreses de comerç i reparació d'automòbils, 5 d'empreses de transport, 2 d'empreses d'hostatgeria i restauració, 1 d'una empresa d'informació i comunicació, 2 d'empreses financeres, 3 d'empreses immobiliàries, 10 d'empreses de serveis, 17 d'entitats de l'administració pública i 6 d'empreses classificades com a «altres activitats de serveis».
Dels 30 establiments de servei als particulars que hi havia el 2009, 1 era una gendarmeria, 1 oficina de correu, 2 tallers de reparació d'automòbils i de material agrícola, 1 autoescola, 2 paletes, 2 guixaires pintors, 6 fusteries, 4 lampisteries, 2 electricistes, 4 perruqueries, 2 agències immobiliàries i 3 salons de bellesa.
Dels 6 establiments comercials que hi havia el 2009, 1 era una botiga de més de 120 m², 1 una fleca, 1 una llibreria, 1 un drogueria i 2 floristeries.
L'any 2000 a Brain-sur-l'Authion hi havia 41 explotacions agrícoles que ocupaven un total de 999 hectàrees.

## Equipaments sanitaris i escolars
El 2009 hi havia 1 farmàcia i 1 ambulància.
El 2009 hi havia 1 escola maternal i 2 escoles elementals. Brain-sur-l'Authion disposava d'un liceu tecnològic amb 435 alumnes.

## Poblacions més properes
El següent diagrama mostra les poblacions més properes.